# Thaiboksen in Suriname
Thaiboksen is in Suriname een sport die aan het eind van de 20e eeuw werd geïntroduceerd. De sport heeft in de eerste twee decennia van de 21e eeuw een grote groei doorgemaakt en kreeg in 2019 een grote klap te verwerken toen vechtsportgala's van de bond in Paramaribo werden verboden.

## Geschiedenis

### Op en neergang

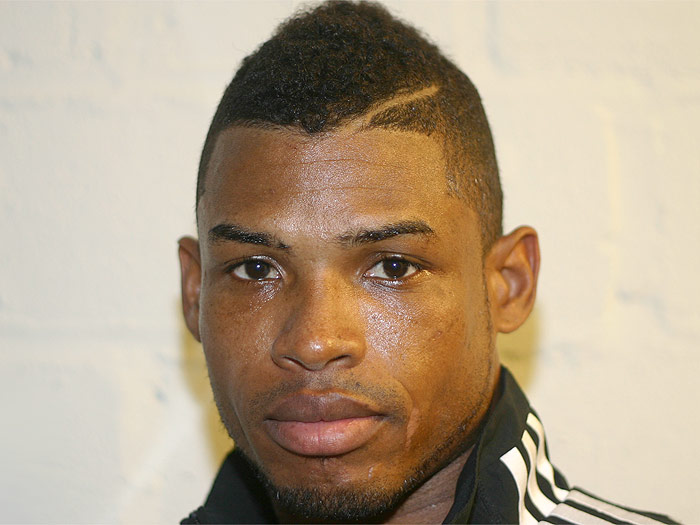
Andy Ristie in 2013

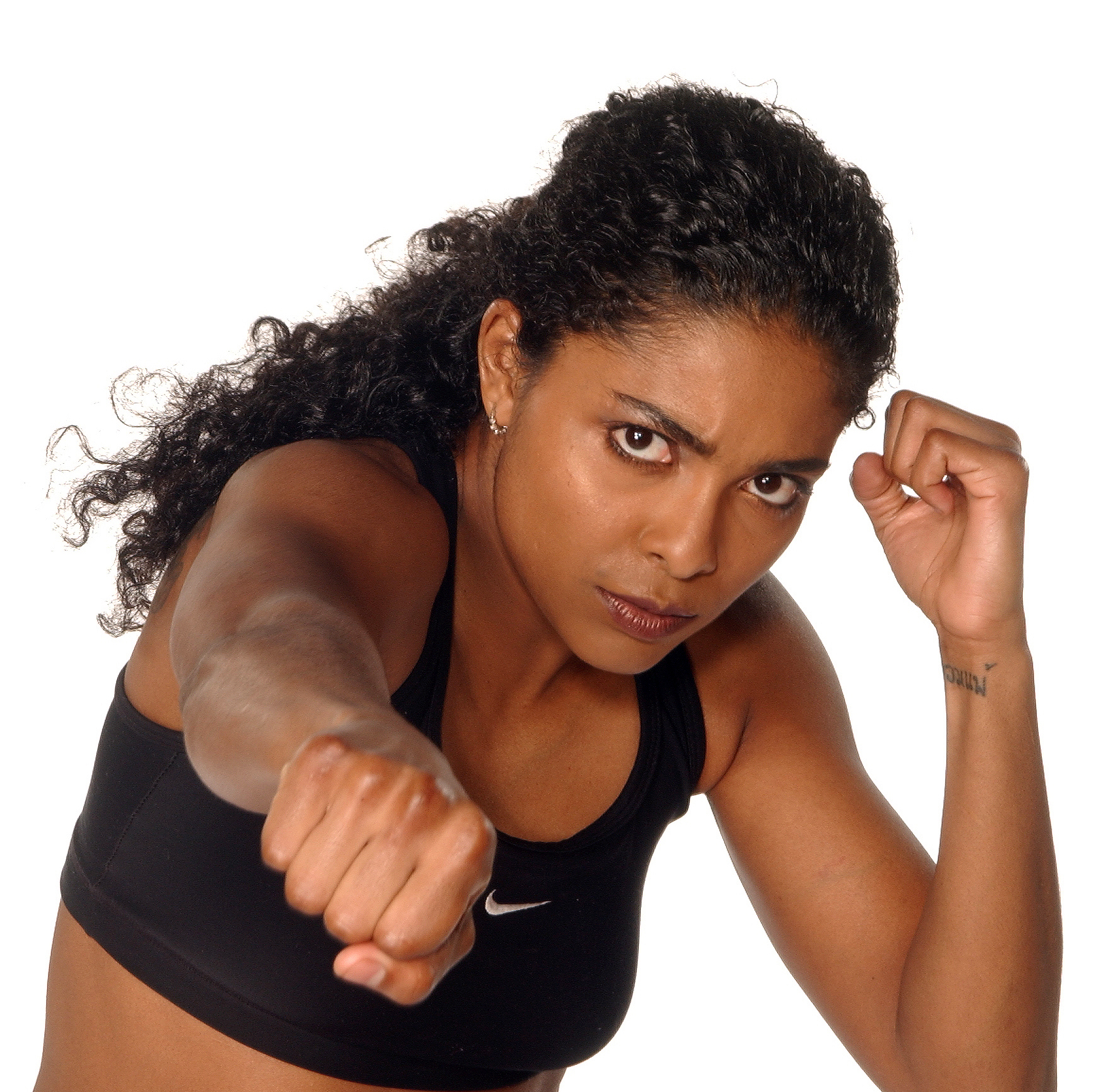
Ilonka Elmont in 2006

Het thaiboksen kende in Suriname een haperende start. Bij de introductie in de jaren 1980 waren judo, karate, taekwondo en boksen de meest beoefende vechtsporten. In die tijd werd de interesse voor het thaiboksen door Remie Burke aangewakkerd door zich erop te storten en meerdere vechtsportgala's te organiseren, bij elkaar zes. Hij is de oprichter van de sportschool Sparimaka waar de eerste thaiboksers van Surinamer werden opgeleid. De eerste jaren verliepen voortvarend en daarna liepen de activiteiten terug, mede vanwege de drukke agenda van Burke. De interesse voor de trainingen was op een gegeven moment zo laag, dat er niet in een zaal maar bij leden thuis werd getraind.

### Groei van de sport 2000-2019
Begin jaren 1990 was Angelo Simson een van de nieuwe pupillen van Sparimaka. Hij was toen dertien jaar oud en had kortstondig rondgekeken bij andere vechtsporten. Thaiboksen had niet zijn eerste interesse, al was het om de verhalen dat er trainingen gegeven zouden worden met bamboeslagen om elkaar te harden. Ondanks de kleine groep bleef hij doortrainen, tot hij in 2000 op 21-jarige leeftijd zijn eigen sportschool begon onder de naam Simson's Gym. Hij begon met twee paar handschoennen, zonder kleding of beschermingsmiddelen, in een ruimte aan de Margarethalaan.
Tot circa 2010 organiseerde Simson twintig vechtsportgala's. Onder de paraplu World Kickboxing Network ontwikkelden zich thaiboksers als Simson, Andy Ristie, Vincent Durham, Edwin Graham en Anthony Nekrui. In deze eerste tien jaren kreeg Suriname tweemaal de organisatie van wereldkampioenschapwedstrijden toebedeeld. Ook kwamen er vechtsportgala's van andere organisatoren.
Rond 2010 werd Simson de eerste voorzitter van de nieuw-opgerichte Surinaamse Thaiboks Bond. Een kleine tien jaar later waren er veertien sportscholen bij aangesloten en was de bond zelf lid van een kleine tien internationale federaties.

### Slecht imago en terugval
Door de jaren heen bleef het thaiboksen een slechte naam houden vanwege incidenten rondom vechtsportgala's. Hoewel hij zich in 2009 al eens duidelijk in een interview met Parbode keerde tegen agressieve incidenten rondom de sport, was uitgerekend Simson in 2017 indirect betrokken bij een incident nadat hij een woordenwisseling had met Etien Thezalus. Hierop reageerde zijn jongere broer door Thezalus na te rennen met een groot kapmes. Dit en andere incidenten waren in 2019 aanleiding voor de districtscommissaris van Paramaribo-Noordoost, Mike Nerkust, om niet langer vergunningen af te geven voor thaibokswedstrijden van de Thaiboks Bond. Het bestuur van de bond, toen onder voorzitterschap van de kampioene Ilonka Elmont, legde daarna voltallig uit protest de functie neer. Er werd nog wel een kort geding tegen het besluit aangespannen, maar dat mocht niet baten. De deelname aan de Pan-Amerikaanse kampioenschappen in Uruguay in november 2019 werd afgezegd door een tekort aan financiële middelen.